# سباق الطريق للشبان في بطولة العالم لسباق الدراجات على الطريق 2021
سباق الطريق للشبان في بطولة العالم لسباق الدراجات على الطريق 2021 (بالفرنسية: Course en ligne masculine des juniors aux championnats du monde de cyclisme sur route 2021)‏ هو سباق دراجات هوائية، وهو الموسم السادس والأربعين من سباق الطريق  للشبان في بطولة العالم لسباق الدراجات على الطريق ‏، وأقيم في 24 سبتمبر 2021 ضمن سباقات بطولة العالم لسباق الدراجات على الطريق 2021، وشارك فيه 173 متسابقاً ووصل إلى نهايته 90 متسابقاً.
فاز بالمركز الأول بير ستراند هاجينز، وبالمركز الثاني رومان جريجوار، وبالمركز الثالث ماديس ميكلس.

## الفرق
| فرق وطنية (55)- فريق الولايات المتحدة لسباق الدراجات للرجال تحت 19 سنة‏ - فريق النرويج لسباق الدراجات على الطريق للشبان ‏ - فريق بلجيكا لسباق الدراجات للرجال تحت 19 سنة‏ - فريق فرنسا لسباق الدراجات للرجال تحت 19 سنة‏ - فريق الدنمارك لسباق الدراجات للرجال تحت 19 سنة‏ - فريق إستونيا لسباق الدراجات للرجال تحت 19 سنة‏ - فريق ألمانيا لسباق الدراجات للرجال تحت 19 سنة‏ - فريق إسبانيا لسباق الدراجات للرجال تحت 19 سنة‏ - فريق إيطاليا لسباق الدراجات للرجال تحت 19 سنة‏ - فريق هولندا لسباق الدراجات على الطريق للرجال تحت 19 سنة‏ - فريق لوكسمبورغ لسباق الدراجات للرجال تحت 19 سنة‏ - فريق النمسا لسباق الدراجات للرجال تحت 19 سنة‏ - فريق بولندا لسباق الدراجات للرجال تحت 19 سنة‏ - فريق بريطانيا العظمى لسباق الدراجات على الطريق للرجال تحت 19 سنة‏ - فريق التشيك لسباق الدراجات للرجال تحت 19 سنة‏ - فريق رواندا لسباق الدراجات للرجال تحت 19 سنة‏ - فريق سويسرا لسباق الدراجات للرجال تحت 19 سنة‏ - فريق جمهورية أيرلندا لسباق الدراجات على الطريق للرجال تحت 19 سنة‏ - فريق صربيا لسباق الدراجات للرجال تحت 19 سنة‏ - فريق جنوب أفريقيا لسباق الدراجات للرجال تحت 19 سنة‏ - فريق المجر لسباق الدراجات للرجال تحت 19 سنة‏ - فريق المغرب لسباق الدراجات للرجال تحت 19 سنة‏ - فريق سلوفاكيا لسباق الدراجات للرجال تحت 19 سنة‏ - فريق الجزائر لسباق الدراجات للرجال تحت 19 سنة‏ - فريق ليتوانيا لسباق الدراجات للرجال تحت 19 سنة‏ - فريق فنلندا لسباق الدراجات للرجال تحت 19 سنة‏ - فريق أذربيجان لسباق الدراجات للرجال تحت 19 سنة‏ - فريق إثيوبيا لسباق الدراجات للرجال تحت 19 سنة‏ - فريق لاتفيا لسباق الدراجات للرجال تحت 19 سنة‏ - فريق تشيلي لسباق الدراجات للرجال تحت 19 سنة‏ - فريق سلوفينيا لسباق الدراجات للرجال تحت 19 سنة‏ - فريق كازاخستان لسباق الدراجات للرجال تحت 19 سنة‏ - فريق روسيا لسباق الدراجات للرجال تحت 19 سنة‏ - فريق الإكوادور لسباق الدراجات للرجال تحت 19 سنة‏ - فريق رومانيا لسباق الدراجات للرجال تحت 19 سنة‏ - فريق بورتوريكو لسباق الدراجات للرجال تحت 19 سنة‏ - فريق البرتغال لسباق الدراجات للرجال تحت 19 سنة‏ - فريق برمودا لسباق الدراجات على الطريق للرجال تحت 19 سنة‏ - فريق إسرائيل لسباق الدراجات للرجال تحت 19 سنة‏ - فريق بنما لسباق الدراجات للرجال تحت 19 سنة‏ - فريق نيوزيلندا لسباق الدراجات للرجال تحت 19 سنة‏ - فريق بلغاريا لسباق الدراجات للرجال تحت 19 سنة‏ - فريق قبرص لسباق الدراجات للرجال تحت 19 سنة‏ - فريق كوبا لسباق الدراجات للرجال تحت 19 سنة‏ - فريق كرواتيا لسباق الدراجات للرجال تحت 19 سنة‏ - فريق البرازيل لسباق الدراجات للرجال تحت 19 سنة‏ - فريق المكسيك لسباق الدراجات للرجال تحت 19 سنة‏ - فريق فنزويلا لسباق الدراجات للرجال تحت 19 سنة‏ - فريق أوزبكستان لسباق الدراجات للرجال تحت 19 سنة‏ - فريق الأوروغواي لسباق الدراجات للرجال تحت 19 سنة‏ - فريق كولومبيا لسباق الدراجات للرجال تحت 19 سنة‏ - فريق الأرجنتين لسباق الدراجات للرجال تحت 19 سنة‏ - فريق أوكرانيا لسباق الدراجات للرجال تحت 19 سنة‏ - فريق السويد لسباق الدراجات للرجال تحت 19 سنة‏ - فريق كندا لسباق الدراجات للرجال تحت 19 سنة‏ |  |
| |  |

## التصنيف العام النهائي
| التصنيف العام         | التصنيف العام      | التصنيف العام   | التصنيف العام                                                     | التصنيف العام |
| العداء                | العداء             | البلد           | الفريق                                                            | الوقت         |
| --------------------- | ------------------ | --------------- | ----------------------------------------------------------------- | ------------- |
| 1                     | بير ستراند هاجينز  | النرويج         | فريق النرويج لسباق الدراجات على الطريق للشبان ‏                    | 2 س 43 د 48 ث |
| 2                     | رومان جريجوار      | فرنسا           | فريق فرنسا لسباق الدراجات للرجال تحت 19 سنة ‏                      | + 19 ث        |
| 3                     | ماديس ميكلس        | إستونيا         | فريق إستونيا لسباق الدراجات للرجال تحت 19 سنة ‏                    | + 24 ث        |
| 4                     | Martin Svrček ‏     | سلوفاكيا        | فريق سلوفاكيا لسباق الدراجات للرجال تحت 19 سنة ‏                   | + 24 ث        |
| 5                     | Alexander Hajek ‏   | النمسا          | فريق النمسا لسباق الدراجات للرجال تحت 19 سنة ‏                     | + 24 ث        |
| 6                     | António Morgado ‏   | البرتغال        | فريق البرتغال لسباق الدراجات للرجال تحت 19 سنة ‏                   | + 24 ث        |
| 7                     | Manuel Oioli ‏      | إيطاليا         | فريق إيطاليا لسباق الدراجات للرجال تحت 19 سنة ‏                    | + 24 ث        |
| 8                     | Vlad Van Mechelen ‏ | بلجيكا          | فريق بلجيكا لسباق الدراجات للرجال تحت 19 سنة ‏                     | + 24 ث        |
| 9                     | Max Poole ‏         | المملكة المتحدة | فريق بريطانيا العظمى لسباق الدراجات على الطريق للرجال تحت 19 سنة ‏ | + 24 ث        |
| 10                    | Luis-Joe Lührs ‏    | ألمانيا         | فريق ألمانيا لسباق الدراجات للرجال تحت 19 سنة ‏                    | + 24 ث        |
| مصدر: ProCyclingStats |                    |                 |                                                                   |               |

## وصلات خارجية
- لمحة عن سباق سباق الطريق للشبان في بطولة العالم لسباق الدراجات على الطريق 2021 على موقع  ProCyclingStats   (برو  سايكلنج  ستاتس) - إحصاءات  محترفي  الدراجات.
- سباق الطريق للشبان في بطولة العالم لسباق الدراجات على الطريق 2021 على موقع إحصائيات الدراجات الإحترافية (الإنجليزية)